# Südtangente (Karlsruhe)
Die Südtangente ist eine der wichtigsten Zubringer- und Umgehungsstraßen Karlsruhes. Die von der Stadt Karlsruhe in eigener Zuständigkeit geplante und von 1970 bis 1988 gebaute Straße verbindet die Bundesstraße 3 und die Bundesautobahn 5 im Osten der Stadt mit der Rheinbrücke Maxau im Westen und dient vorwiegend der Abwicklung des innerstädtischen Ziel- und Quellverkehrs.

## Beschreibung
Die Südtangente beginnt am Zündhütle in Wolfartsweier und führt südlich am Karlsruher Stadtzentrum vorbei. Zwischen Kühlem Krug und der Rheinbrücke bei Maxau ist sie als Bundesstraße 10 ausgewiesen. Im weiteren Abschnitt bis zur Abfahrt Nr. 1 trägt sie als Kreisstraße die Bezeichnung K 9657, östlich davon bis zum Anschluss an die Ortsumfahrung Wolfartsweier heißt sie K 9652. Seit der Fertigstellung der Wolfartsweierer Umfahrung gehört das östliche Ende der Südtangente bis zum Zündhütle zur Bundesstraße 3. Somit liegt die bauliche Zuständigkeit teilweise beim Bund und teilweise bei der Stadt Karlsruhe.

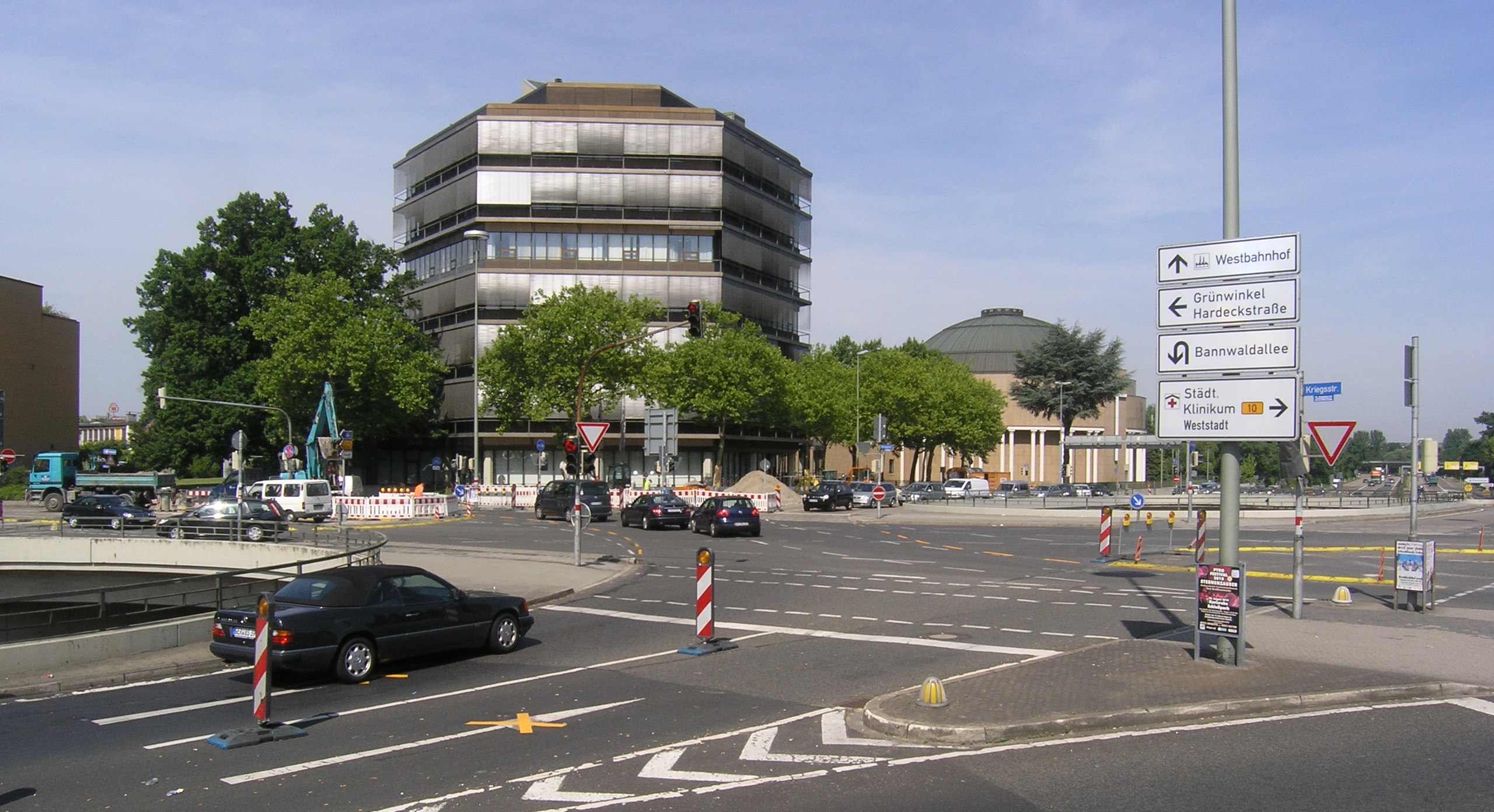
Kreuzung am Kühlen Krug

Zwischen dem Anschluss an die A 5 an der Anschlussstelle Nr. 45 Karlsruhe-Mitte und der Rheinbrücke ist die Südtangente mit zwei baulich getrennten Fahrbahnen autobahnähnlich ausgebaut. Dies gilt auch für die Weiterführung jenseits des Rheins in Richtung Wörther Kreuz zur A 65. Beide Fahrbahnen verfügen über zumindest zwei, abschnittsweise auch über drei Fahrstreifen. Die Höchstgeschwindigkeit ist abschnittsweise auf 80 km/h oder 100 km/h begrenzt. In beiden Fahrtrichtungen gibt es mehrere stationäre Anlagen zur Geschwindigkeitsüberwachung. Ab der Abfahrt Knielingen bis zum Beginn der B 3 ist die Südtangente eine Kraftfahrstraße.
Zwischen den Stadtteilen Beiertheim und Bulach ist die Straße auf etwa 600 Meter Länge eingehaust. Über dem Edeltrudtunnel ist eine Grünanlage aufgebaut und er unterquert die zum Karlsruher Hauptbahnhof führenden Bahngleise. Ein weiterer, etwa 120 Meter langer Tunnel unterquert Gleise des Güterbahnhofs.
Im Berufsverkehr kommt es, insbesondere im Falle eines Unfalls, schnell zu langen Rückstaus, die auch bis über die Rheinbrücke hinweg reichen können.

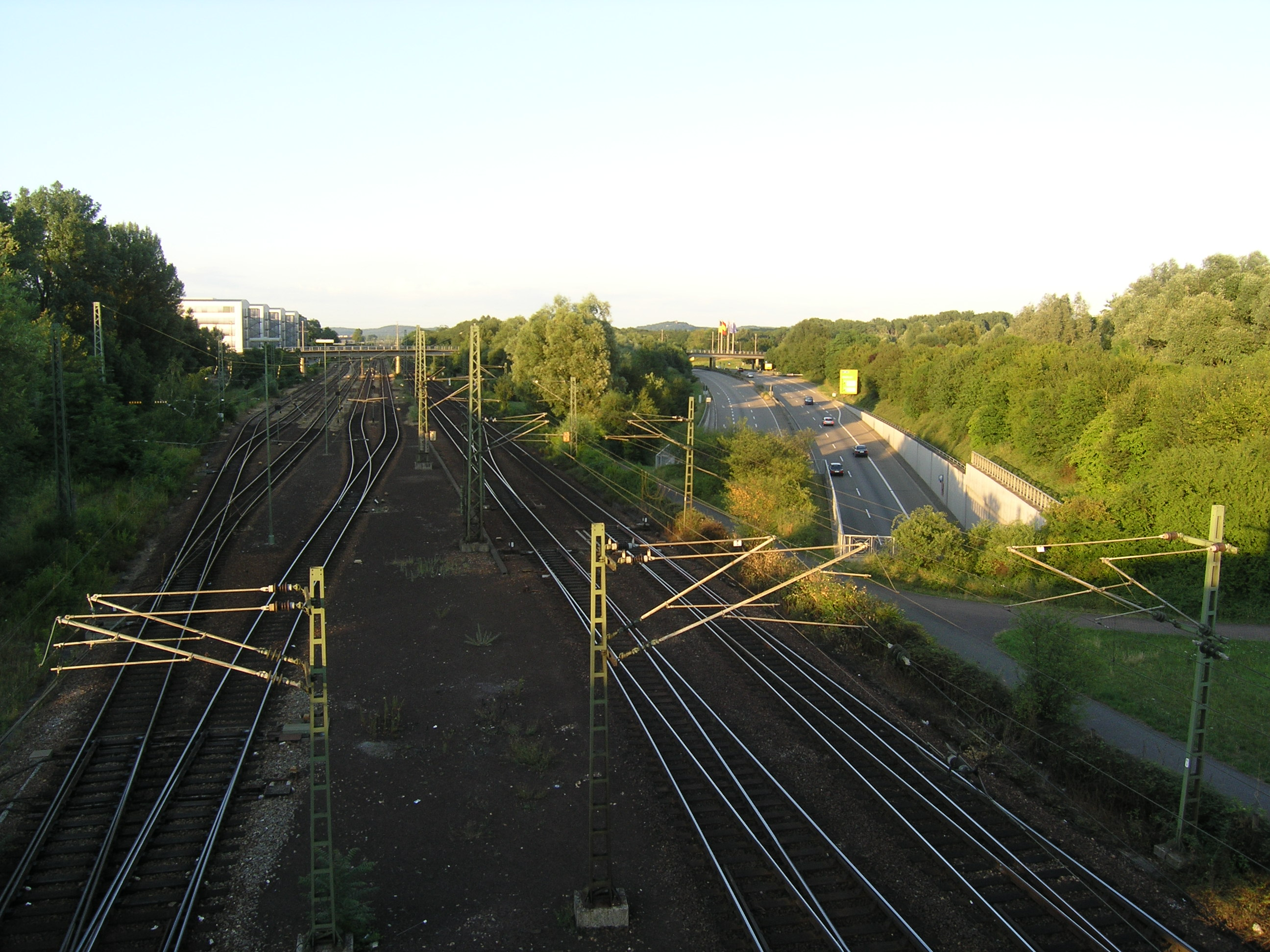
Bahnunterführung, hinten Ausfahrt Nr. 3, das Schwarzwaldkreuz

### Nummerierung der Ausfahrten
Die Nummerierung der Ausfahrten erfolgt von Ost nach West und beginnt nach der Autobahnanschlussstelle Karlsruhe-Mitte. Ziel der Nummernvergabe ist es, eine einheitliche Bezeichnung für jede Ausfahrt, bzw. jedes Ziel zu bekommen und zwar unabhängig davon, ob die Anfahrt über die Rheinbrücke oder über die A 5 erfolgt (z. B. Hauptbahnhof ist immer über Ausfahrt Nr. 2 erreichbar). Einzige Ausnahme hiervon ist die Ausfahrt Nr. 7.
Da es in Fahrtrichtung Westen eine Ausfahrt weniger gibt als in der Gegenrichtung, findet sich hier auf der Wegweisung und im Stadtplan zur Ausfahrt Nr. 8 auch noch die Nr. 9.
- Nr. 1: Durlach (Anschluss an die Wolfartsweierer Straße)
- Nr. 2: Hauptbahnhof
- Nr. 3: Rüppurr/Dammerstock (Anschluss an die Ettlinger Allee gen Süden)
- Nr. 4: Bulacher Kreuz Fahrtrichtung Stadtmitte, ZKM und Europahalle
- Nr. 5: Bulacher Kreuz Fahrtrichtung Bulach, Oberreut, Ettlingen, A 5 AS Karlsruhe-Süd
- Nr. 6: Kühler Krug
- Nr. 7: von Osten kommend Entenfang
- Nr. 7: von Westen kommend Westbahnhof
- Nr. 8: Rheinhafen, Mühlburg
- Nr. 9: Knielingen
- Nr. 10: Raffinerie
- Nr. 11: Karlsruhe-Maxau

## Geschichte
Die Südtangente war, ebenso wie die Nordtangente, Bestandteil des 1961 nach fünfjähriger Planung vom Gemeinderat genehmigten Karlsruher Verkehrslinienplans. Am 11. November 1970 erfolgte die Freigabe des ersten Bauabschnitts zwischen Ölkreuz und Honsellstraße. Die Strecke vom Entenfang bis zum Bulacher Kreuz mit dem Kreuzungsbauwerk an der für den Straßenbau verlegten Gaststätte Kühler Krug wurde am 9. Juli 1975 eingeweiht. Am 18. Dezember 1981 feierte man die Übergabe des Abschnitts zwischen der Killisfeld- und der Schwarzwaldstraße. Am 24. Juni 1988 wurde das letzte Teilstück mit den Tunnelbauwerken bei Beiertheim-Bulach in Betrieb genommen und gleichzeitig der Autobahnanschluss Karlsruhe-Mitte eröffnet.